# Satyajit Ray
Satyajit Ray (in bengali সত্যজিত রায় o সত্যজিৎ রায, AFI: [ˈʃotːodʒit ˈrae̯] ; Calcutta, 2 maggio 1921 – Calcutta, 23 aprile 1992) è stato un regista, sceneggiatore, compositore, scrittore, critico cinematografico ed illustratore indiano.
Considerato uno dei più grandi registi della storia del cinema, nato da una famiglia colta di Calcutta, nel Bengala Occidentale, figlio di Sukumar Ray, uno dei maggiori scrittori e poeti della letteratura bengalese, Satyajit Ray ricevette una buona educazione. Studiò al Presidency College prima di iscriversi all'università Visva-Bharati, fondata da Rabîndranâth Tagore a Santiniketan.
Nel 1943, attirato dalle migliori prospettive di carriera, comincia la collaborazione con un'agenzia di pubblicità inglese, sebbene il cinema fosse già la sua prima passione. Infatti già nel 1942 aveva fondato a Bombay un cine club, seguito poi nel 1947 dalla Calcutta Film Society, primo Cine Club indiano di respiro internazionale. Alla Calcutta Film Society sono proiettate le opere di cineasti americani ed europei, entrando così in contatto con il Neorealismo italiano di cui subirà l'influenza. Nel 1950 collabora ai sopralluoghi per il film di Jean Renoir Il fiume, mentre durante un viaggio a Londra ha l'occasione di vedere Ladri di biciclette: queste due esperienze lo convincono definitivamente a lanciarsi nel mondo del cinema e a lasciare il lavoro di illustratore che riprenderà, ormai regista affermato, nel 1961.
Nel 1952 acquista i diritti del romanzo Pather Panchali di Bibhutibhushan Bandopadhyay e decide di farne un film. Per realizzare la sua prima opera, autofinanziata, fa ricorso a degli amici in qualità di attori, mentre le scene sono riprese dal vero. Rimasto a corto di fondi, riesce ad ottenere un prestito dal governo del Bengala Occidentale con i quali termina il film. Il lamento sul sentiero, questo il titolo italiano, è un successo al punto da ottenere il prix du document humain al Festival di Cannes 1956, facendo così scoprire la cinematografia indiana in occidente.
Il cinema di Ray rientra nel filone realista, sebbene nel corso del tempo allo sguardo pieno di compassione ed emozione dei primi lavori faccia seguito un atteggiamento più cinico e politicizzato, tuttavia sempre infuso del suo tipico humour.
Complessivamente Ray portò a termine 37 film tra cortometraggi, lungometraggi e documentari, ottenendo sempre successi internazionali che lo portarono a ricevere il Leone d'oro alla carriera durante la 39ª Mostra internazionale d'arte cinematografica di Venezia e il Premio Oscar alla carriera alla 64ª edizione della cerimonia di premiazione degli Oscar, meno di un mese prima della propria morte. Ray svolse un gran numero di attività durante la carriera, tra cui quella di sceneggiatore, direttore del casting, compositore di colonne sonore e disegnatore di locandine. Al di fuori del cinema si occupò anche di letteratura per ragazzi, dirigendo la rivista Sandesh per la quale scriveva e illustrava le proprie storie.

## Biografia

### Giovinezza
La genealogia di Satyajit Ray è nota fino a dieci generazioni precedenti. Il nonno, Upendrakishore Raychowdhury, fu scrittore, pittore, violinista e compositore, nonché uno dei capi del Brahmo Samaj, un movimento religioso riformatore del XIX secolo. Il figlio maggiore di questi, Sukumar Ray, padre di Satyajit, fu un celebre scrittore umoristico, autore di HaJaBaRaLa, un racconto nonsense ispirato da Alice nel paese delle meraviglie e considerato come una delle massime opere della letteratura bengalese.
Satyajit nacque a Calcutta da Sukumar e Suprabha Ray. Il padre morì quando aveva appena tre anni e Satyajit e la madre vissero a casa di uno zio fino alla fine dei propri studi. Studia quindi economia al Presidency College di Calcutta, sebbene i suoi gusti lo portino piuttosto verso le belle arti. Nel 1940 la madre lo spinge ad iscriversi all'università Visva-Bharati a Santiniketan. Ray preferirebbe non partire, sia per la nostalgia verso la città di Calcutta che per la cattiva opinione che ha della vita culturale di Santiniketan, tuttavia la persuasione della madre e il rispetto per la figura di Tagore, fondatore dell'istituto, lo convincono a partire. Ray vi studierà le arti grafiche così come l'arte orientale. Più tardi riconoscerà di aver appreso molto dai pittori Nandalal Bose e Benode Behari Mukherjee, sui quali tra l'altro realizzerà un documentario, The Inner Eye. Durante le sue visite alle grotte di Ajantâ, Ellorâ e Elephanta sviluppa una grande ammirazione per l'arte indiana.

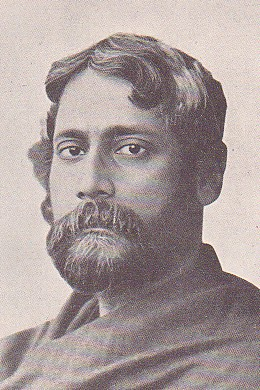
Fotografia di Rabîndranâth Tagore scattata intorno al 1905 dal padre Sukumar Ray.

Ray lascia Santiniketan nel 1943 prima di terminare il periodo quinquennale di studi e rientra a Calcutta dove trova lavoro nell'agenzia pubblicitaria britannica D.J. Keymer. È assunto con la qualifica di junior visualiser, ovvero illustratore, e non guadagna più di 80 rupie al mese. Sebbene Ray apprezzasse la parte artistica del proprio lavoro e fosse generalmente trattato in modo rispettoso, lascia presto questa agenzia a causa della tensione che regnava tra i dipendenti britannici (meglio retribuiti) e quelli locali, oltre che per un certo disprezzo nei confronti della clientela che ritiene "in generale stupida". Intorno al 1943 è assunto dalla Signet Press, una nuova casa di edizioni fondata da D. K. Gupta. Gupta chiede a Ray di occuparsi del design delle copertine dei libri pubblicati, lasciandogli totale libertà artistica. Realizza così numerose copertine, tra cui quella per Man-Eaters of Kumaon, un libro del cacciatore e naturalista Jim Corbett sulle tigri e i leopardi, così come quella per Discovery of India di Jawaharlal Nehru. Lavora anche all'adattamento per bambini di Pather Panchali, un romanzo bengalese classico di Bibhutibhushan Bandopadhyay, che ribattezza Am Antir Bhepu (letteralmente Il fischietto e il nocciolo di mango). Quest'opera lo influenza profondamente e diventerà il soggetto del suo primo film. Oltre che della copertina, si occupa anche delle illustrazioni del libro; alcuni di questi disegni verranno poi utilizzati nel suo primo film.
Nel 1947 fonda con Chidananda Das Gupta e altri la Calcutta Film Society, un cine-club dove sono proiettati numerosi film stranieri. Durante la seconda guerra mondiale stringe amicizia con alcuni soldati americani di stanza a Calcutta che, al loro rientro in patria, lo terranno informato sulle novità cinematografiche. Fa conoscenza anche di un impiegato della RAF, Norman Clare, con cui condivide la passione per il cinema, gli scacchi e la musica classica occidentale. Nel 1949, dopo un lungo corteggiamento, sposa una sua cugina, Bijoya Das. Dall'unione nascerà il suo unico figlio, Sandip, che erediterà dal padre la professione di regista e la direzione della rivista Sandesh.
Lo stesso anno giunge a Calcutta Jean Renoir per girare il film Il fiume. Ray si occupa delle location esterne e ha così l'occasione di esporre a Renoir il proprio progetto di realizzazione della versione cinematografica di Pather Panchali e ne ottiene l'incoraggiamento. Nel 1950 Ray viene mandato a Londra per lavorare nella sede centrale della D.J. Keymer. Durante il suo soggiorno di tre mesi riesce a vedere 99 film, tra cui il capolavoro del neorealismo italiano Ladri di biciclette, diretto da De Sica nel 1948. L'impressione che Ray ne ricevette fu così forte che dichiarerà in seguito di essere uscito da quella proiezione con la ferma intenzione di diventare regista.

### Gli anni di Apu (1950-1958)
Ray decise dunque che sarebbe stato Pather Panchali, il classico dei romanzi di formazione delle letteratura bengalese pubblicato nel 1928, a fornire il soggetto del suo primo film: il libro semi-autobiografico descrive la giovinezza di Apu, un ragazzo che vive in un villaggio del Bengala. Ray terminò la scrittura del film in mare, durante la traversata che lo riportava da Londra in India.
Attingendo agli appassionati frequentatori della Calcutta Film Society, Ray riunì intorno a sé un'équipe sperimentale tra cui figuravano il cameraman Subrata Mitra e il direttore artistico Bansi Chandragupta, qui alla loro prima esperienza cinematografica ma che raggiunsero in seguito i più alti riconoscimenti nei loro campi. Anche il cast era essenzialmente composto da dilettanti e le riprese iniziarono nel 1952, completamente autofinanziate. Ray sperava che il materiale delle prime riprese fosse sufficiente per trovare degli sponsor, ma non fu subito così. Le riprese di Pather Panchali si protrassero dunque per un tempo eccezionalmente lungo, quasi tre anni, con dei ciak saltuari, secondo le disponibilità finanziarie di Ray e del direttore di produzione Anil Chowdhury. Finalmente nel 1955 un prestito del governo del Bengala Occidentale permise di portare a termine l'opera.
Durante il montaggio Ray subì le pressioni dei finanziatori che avrebbero voluto modificare la sceneggiatura e avere un finale positivo in cui la famiglia di Apu ottiene una possibilità di riscatto.
Tuttavia Ray rifiutò sempre qualunque ingerenza al punto che, pur portando a termine il finanziamento, il governo censurò inizialmente l'opera, rea di mostrare una povertà troppo abietta
La critica è molto favorevole al risultato finale e ottiene anche un gran successo di pubblico oltre ad una buona diffusione in India e all'estero.  Quando Ray aveva mostrato una scena del film a John Huston, arrivato in India per i sopralluoghi di L'uomo che volle farsi re, l'entusiasmo di quest'ultimo si rivelò ancora più prezioso degli incoraggiamenti di Renoir. Si trattava infatti di una delle scene più memorabili del film, quella della visione di Apu e della sorella a bordo del treno che attraversa la campagna, l'unica d'altronde che Ray era riuscito a montare a causa delle ristrettezze del budget. Huston avvertì allora Monroe Wheeler del Museum of Modern Art di New York che un grande talento stava nascendo. In India le reazioni furono entusiastiche: il Times of India scrisse che "è assurdo confrontarlo con qualunque altro film indiano [...] Pather Panchali è cinema puro". In Gran Bretagna Lindsay Anderson scrisse un articolo di elogio, ma non tutti fecero apprezzamenti. Sembra infatti che François Truffaut avesse dichiarato al proposito: "non voglio vedere un film di gente di campagna che mangia con le mani". Bosley Crowther, allora il critico più influente del New York Times, scrisse un articolo così malevolo che il distributore americano, Ed Harrison, credette l'uscita del film compromessa. Al contrario Pather Panchali venne particolarmente apprezzato e ottenne un'ampia diffusione al punto da ottenere il Prix du document humain al Festival di Cannes 1956.
La carriera internazionale iniziò realmente dopo il successo dell'opera successiva, Aparajito. Il film narra la lotta eterna tra le ambizioni di un giovane uomo, Apu, e l'amore per la madre. Numerosi critici, tra cui Mrinal Sen e Ritwik Ghatak, lo piazzarono ad un livello ancora superiore a quello di Pather Panchali. Con Aparajito Ray ottiene il Leone d'oro al miglior film alla 22ª Mostra internazionale d'arte cinematografica di Venezia. Prima di terminare la cosiddetta Trilogia di Apu, Ray gira la commedia Parash Pathar (La pietra filosofale) e il dramma musicale Jalsaghar (La sala della musica) sulla decadenza di una zamindar, una tra le sue opere maggiori.
Durante la realizzazione di Aparajito, Ray non aveva ancora pensato a realizzare una trilogia, idea che gli venne in seguito ad una domanda postagli durante la mostra del cinema di Venezia. L'ultimo episodio, Apur Sansar (Il mondo di Apu) viene girato nel 1959 e viene spesso indicato dalla critica come il migliore dei tre, oltre ad essere considerato come uno dei più grandi film della storia del cinema. I protagonisti, Soumitra Chatterjee (Apu) e Sharmila Tagore (Aparna), sono due degli attori feticcio di Ray. Apu vive ai limiti della miseria in una casa di Calcutta, quando durante un viaggio in provincia conosce Aparna, che decide di sposare. Le scene della loro vita in comune sono "uno dei classici del cinema in materia di descrizione della vita di coppia", ma presto si profilerà la tragedia. In seguito ad una recensione negativa di un critico bengalese, Ray risponde a sua volta con un articolo a difesa dell'opera, fatto raro nella sua carriera e che si ripeterà solo per Charulata, il suo film preferito
Il successo ha poche ripercussioni sulla sua vita quotidiana durante gli anni successivi: continua a vivere con la madre, lo zio e la famiglia in una casa in affitto.

### DaDeviaCharulata(1959-1964)
In questo periodo Ray realizza un film sul Raj (Devi), un documentario su Tagore, una commedia (Mahapurush) e il suo primo film basato su un soggetto originale (Kanchenjungha). Gira anche una serie di film che i critici considerano come la rappresentazione su grande schermo delle donne indiane più riuscita.
Ad Apur Sansar segue dunque Devi (La dea) che ha per tema la superstizione nella società indù. Sharmila Tagore interpreta Doyamoyee, una giovane donna divinizzata dal suocero. Inizialmente Ray teme uno stop imposto dalla censura o di essere costretto a dei tagli, timore che si rivelerà ingiustificato. Nel 1961, su richiesta del primo ministro Jawaharlal Nehru, viene ingaggiato per la realizzazione di un documentario su Rabîndranâth Tagore in occasione delle celebrazioni del centenario dalla nascita del poeta. Costretto da precisi vincoli sulla lunghezza della pellicola, Ray affronta la sfida montando materiale essenzialmente statico, ciononostante osserverà come una tale prassi lo abbia costretto a una quantità di lavoro paragonabile alla realizzazione di tre film normali
Lo stesso anno, con l'aiuto tra gli altri di Subhas Mukhopadhyay, porta a termine un progetto a lungo sognato: far rivivere la rivista per ragazzi Sandesh, fondata ancor prima della propria nascita dal nonno. Il nome della rivista indica in bengalese allo stesso tempo l'aggettivo "nuovo" e un dolce tipico, a simboleggiare l'aspetto al contempo ludico ed educativo della pubblicazione. Nel suo ruolo di condirettore Ray è tenuto a scrivere qualcosa: dopo alcune traduzioni dall'inglese inizia a comporre racconti e saggi illustrati che saranno una delle principali fonti di sostentamento per gli anni successivi.
Nel 1962 è la volta di Kanchenjungha, prima sceneggiatura originale e primo film a colori. Si tratta della storia di una famiglia borghese di Darjeeling che cerca di sposare la figlia minore ad un ingegnere agiato educato a Londra. Concepito inizialmente per essere ambientato negli interni di un palazzo, Ray decide infine di utilizzare le ombre e le luci, così come le nebbie che caratterizzano la città adagiata sul fianco di una collina, per sottolineare la tensione del dramma.

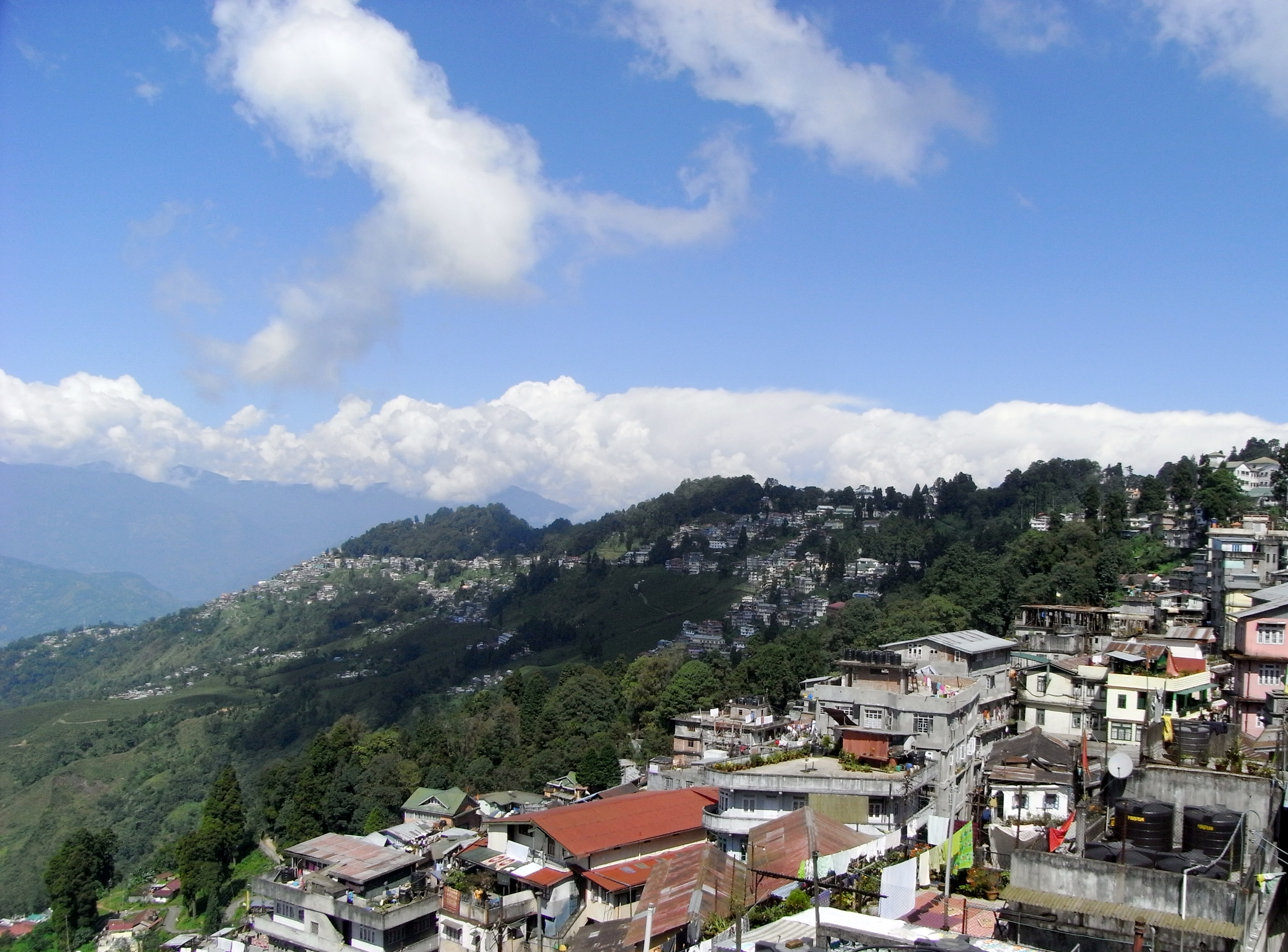
Le ombre e le luci di Darjeeling, usate da Ray in Kanchenjungha per riflettere le emozioni dei personaggi.

Durante gli anni 1960, Ray visita il Giappone dove ha modo di conoscere Akira Kurosawa, per il quale provava una grande ammirazione. Nel 1964 gira Charulata, considerato l'apogeo di questo periodo artistico Ispirato da Nastanirh, un racconto di Tagore, ambientato nel 1870 racconta la storia di Charulata, moglie sentimentale e dotata di uno spiccato gusto artistico di un giovane e ricco intellettuale che la tiene in scarsa considerazione. Resosi conto della solitudine della moglie, il marito chiede ad un cugino di tenere compagnia alla moglie: tra i due nascerà poco a poco una forte attrazione. Si tratta di una delle opere più amate dal cineasta stesso, della quale diceva essere quella con meno difetti e che se avesse dovuto rifarla, l'avrebbe rifatta in modo identico. Dello stesso periodo sono anche Mahanagar (La Grande Ville), Teen Kanya (Trois Filles), Abhijan (L'Expédition) e Kapurush o Mahapurush (Le Lâche et le Saint).

### Nuove direzioni (1965-1982)
Nel periodo successivo a Charulata, Ray esplora una grande varietà di generi, andando dal fantasy alla fantascienza, passando per il poliziesco e il dramma storico, provando anche nuove soluzioni tecniche. Si interessa maggiormente anche alle preoccupazioni della società indiana contemporanea, riempiendo così la lacuna lasciata dai film precedenti. La prima opera maggiore di questa nuova fase è Nayak, la storia dell'incontro su un treno tra una star del cinema e un giovane giornalista. Nonostante un riconoscimento speciale alla Berlinale del 1966, il film ottenne un successo contenuto. Nel 1967 Ray scrive la sceneggiatura per un film intitolato The Alien, tratto dal proprio racconto Bankubabur Bandhu (L'amico di Banku Babu) scritto nel 1962 per Sandesh. The Alien avrebbe dovuto essere una coproduzione indiana-statunitense distribuita da Columbia Pictures e con Peter Sellers e Marlon Brando tra i protagonisti. Tuttavia Ray ha la sorpresa di scoprire che i diritti d'autore della propria sceneggiatura erano già stati depositati dal proprio agente a Hollywood in qualità di coautore, sebbene quest'ultimo non avesse in alcun modo collaborato alla stesura. Successivamente Brando viene tagliato fuori dal progetto e, nonostante un tentativo di rimpiazzarlo con James Coburn, Ray ritorna disilluso a Calcutta senza aver potuto portare a compimento il progetto · . La Columbia Pictures espresse più volte nel corso degli anni 1970 e 1980 il desiderio di ridare vita al progetto, ma senza risultati.
Dettagli della lavorazione erano già noti nell'ambito cinematografico già a partire dal 1967, inoltre anche la sceneggiatura originale era reperibile in fotocopie e un'analisi dei motivi che portarono al fallimento della produzione venne fatta dallo stesso Ray in un numero del 1980 della rivista Sight & Sound. Così quando nel 1982 esce E.T. l'extra-terrestre molti, tra cui lo scrittore di fantascienza Arthur C. Clarke, videro forti analogie con la sceneggiatura di Ray. Il biografo di Ray Andrew Robinson rivela in The Inner Eye del 1989 come questi ritenesse che il film di Spielberg "non sarebbe stato possibile se la mia sceneggiatura di The Alien non fosse stata disponibile in America in forma ciclostilata". Spielberg negò questa opinione affermando di essere solo un bambino ai tempi, fatto poi contestato dalla rivista Star Weekend Magazine che osservò come Spielberg si fosse diplomato nel 1965 e avesse iniziato la carriera di regista nel 1969. Secondo alcuni anche il precedente film di Spielberg Incontri ravvicinati del terzo tipo potrebbe essere stato ispirato da The Alien..
Nel 1969 Ray realizza il suo più grande successo commerciale con il musical fantasy Goopy Gyne Bagha Byne, basato su un racconto per bambini scritto dal nonno. Il cantante Goopy e il percussionista Bagha, muniti di tre ossa prestategli dal Re dei fantasmi, intraprendono un viaggio fantastico per cercare di evitare lo scoppio di una guerra tra due regni vicini. Una delle realizzazioni più costose del cineasta, il film si rivelò difficile da finanziare, al punto che Ray fu costretto a rinunciare a girarlo a colori. Dopo Goopy Gyne Bagha Byne Ray firma Aranyer Din Ratri, un lavoro ispirato da un romanzo di un giovane poeta e scrittore, Sunil Gangopadhyay. All'interno di una cornice musicale più complessa di quella di Charulata, lo spettatore segue la storia di quattro giovani che passano le loro vacanze in campagna nel tentativo di lasciarsi dietro le loro insignificanti esistenze cittadine.

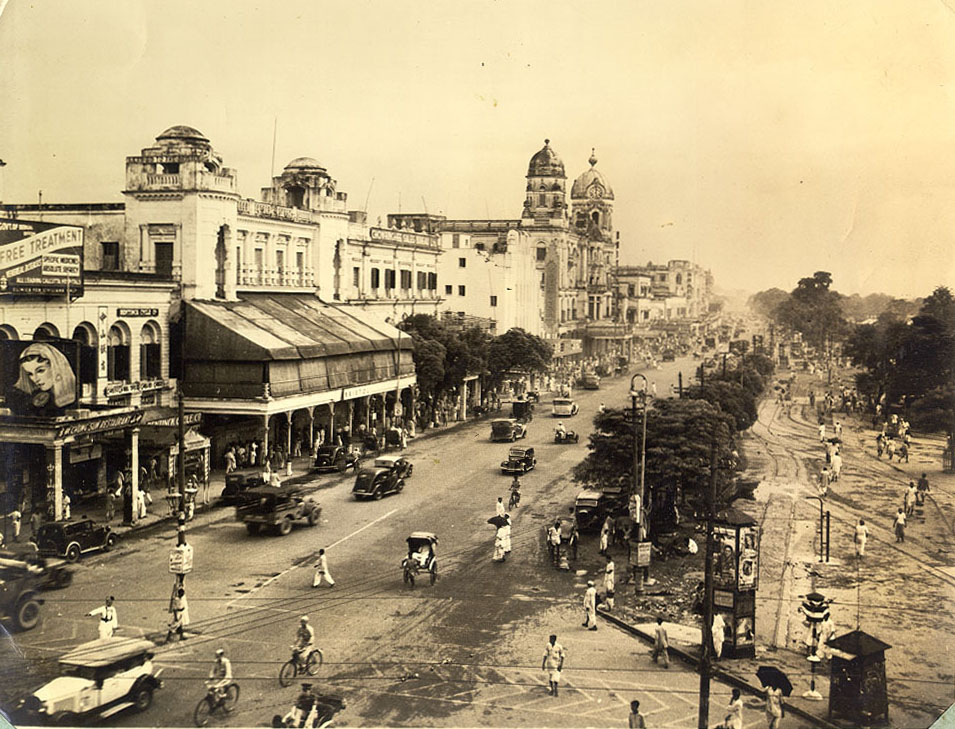
L'effervescenza della città di Calcutta costituisce per Ray di volta in volta uno scenario e una fonte d'ispirazione.

Dopo Aranyer Din Ratri, Ray fa un'incursione nella realtà del Bengala, allora in piena effervescenza sotto l'influenza del naxalismo, un movimento militare di estrema sinistra. Porta dunque a compimento la cosiddetta trilogia di Calcutta formata da Pratidwandi (1970), Seemabaddha (1971), e Jana Aranya (1975), che, sebbene concepiti separatamente, trattano temi tra loro connessi. Pratidwandi parla di un giovane diplomato idealista che, pur disilluso, riesce a mantenere la sua integrità morale. In Jana Aranya un giovane sprofonda poco a poco nel mondo della corruzione per guadagnarsi da vivere, mentre in Seemabaddha è un uomo ricco a rinunciare alla morale per potersi arricchire ancora di più. Dal punto di vista stilistico Pratidwandi presenta delle caratteristiche fino a quel punto mai viste nell'opera di Ray, tra cui uno stile ellittico fatto di scene in negativo, sequenze oniriche e improvvisi flashback. Negli anni 1970 Ray adatta per il grande schermo anche due sue storie poliziesche destinate ad un pubblico giovane (Sonar Kella e Joy Baba Felunath), che trovano anche qualche buona accoglienza nella critica.
Ray progetta anche un film sulla guerra di liberazione del Bangladesh, ma abbandona il progetto spiegando che in qualità di regista è più interessato agli sforzi e alle peripezie dei rifugiati che alla politica. Nel 1977 termina Shatranj Ke Khiladi, girato in urdu e hindi è il primo suo film in una lingua diversa dal bengalese. Tratto da un racconto di Munshi Premchand, si svolge a Lucknow nella regione di Awadh prima della rivolta dei Sepoy ed è una specie di commento alle circostanze che permisero la colonizzazione britannica dell'India. È anche una delle più costose produzioni di Ray, che riunisce inoltre un cast di star tra cui Sanjeev Kumar, Saeed Jaffrey, Amjad Khan, Shabana Azmi, Victor Bannerjee e Richard Attenborough.
Nel 1980 è la volta di Hirak Rajar Deshe, il seguito, più 'politico', di Goopy Gyne Bagha Byne. Il diabolico regno del Re dei diamanti (Hirok Raj) è infatti un'allusione allo stato d'emergenza nazionale imposto da Indira Gandhi dal 1975 al 1977.

### L'ultimo periodo (1983-1992)

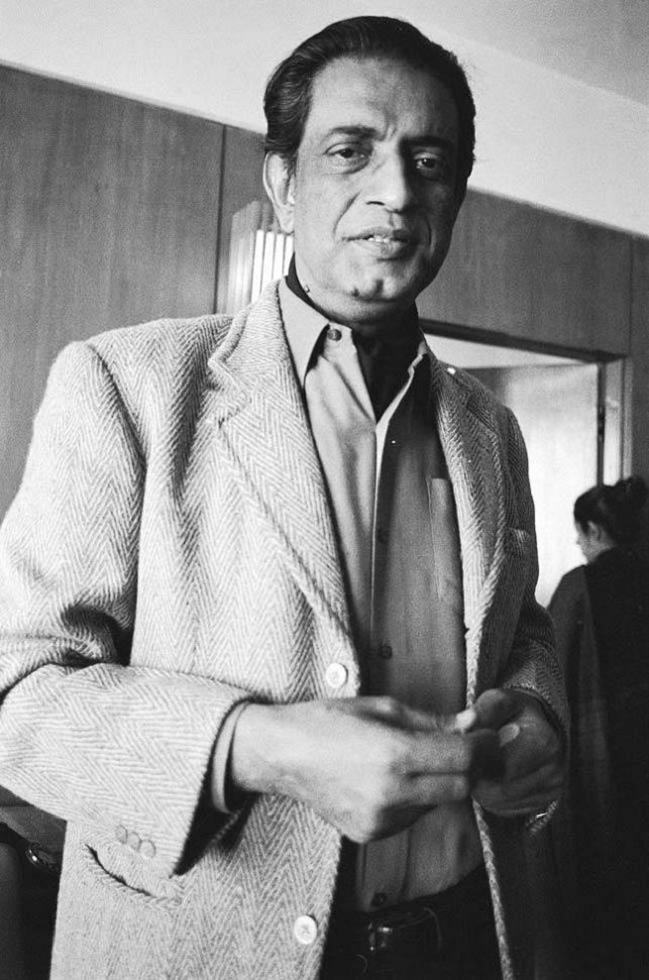
Satyajit Ray nel 1981.

Nel 1983, durante la lavorazione di Ghare Baire, Ray è colto da una crisi cardiaca che limiterà fortemente la sua attività nei nove anni di vita che gli rimangono ancora. Ghare Baire è terminato solo nel 1984 grazie all'aiuto del figlio, qui alla sua prima esperienza alla regia. Il film è la realizzazione di un progetto a lungo pianificato (una prima bozza della sceneggiatura risalirebbe agli anni 1940, ancor prima di quella di Pather Panchali), ovvero la trasposizione dell'omonimo romanzo di Tagore sui pericoli del nazionalismo. Nel 1987 realizza il documentario Sukumar Ray, per celebrare il centenario della nascita di suo padre.
Dopo la guarigione, ma comunque sotto restrizioni di carattere medico, Ray realizza ancora tre film. Girati essenzialmente in interni, hanno uno stile decisamente differente dalla produzione precedente: molto più parlati, sono generalmente considerati come inferiori agli altri. Il primo, Ganashatru (Nemico pubblico), è un adattamento della pièce di Henrik Ibsen Un nemico del popolo ed è considerato come il meno riuscito. Nel 1990 ritrova parte della sua forma con Shakha Proshakha, la storia di un anziano che dopo una vita onesta scopre la corruzione delle figlie e trova conforto solo in compagnia del quarto figlio, malato di mente. Nel 1991 Ray dirige il suo ultimo film, Agantuk (Lo straniero): la visita improvvisa di uno zio alla nipote che lo aveva perso di vista da molto tempo genera sospetti sulla sua identità e solleva domande sulla natura della civilizzazione.
Nel 1992 la salute di Ray si deteriora ulteriormente a causa di complicazioni cardiache. Il 30 marzo, meno di un mese prima della propria morte, riceve in ospedale il Premio Oscar alla carriera "a riconoscimento della sua rara maestria nell'arte del cinema e per il suo punto di vista profondamente umanitario che ha avuto un'indelebile influenza sui registi e sul pubblico di tutto il mondo". Muore il 23 aprile 1992.

## Estetica e stile cinematografico
Il cinema di Ray rientra nel filone realista, sebbene nel corso del tempo allo sguardo pieno di compassione ed emozione dei primi lavori faccia seguito un atteggiamento più cinico e politicizzato, tuttavia sempre infuso del suo tipico humour.
Ray si ispirò, soprattutto per i suoi primi film, al neorealismo italiano e al cinema di Jean Renoir, lavorando con fotografia in bianco e nero, attori di strada e costumi scenografie di seconda mano, dunque senza alti costi di produzione, ma dando sempre molta importanza al lato estetico ed espressivo. I suoi film rappresentano importanti affreschi di vita nell'India della sua epoca.

## Opera letteraria
Al di fuori del cinema si occupò anche di letteratura per ragazzi, dirigendo la rivista Sandesh per la quale scriveva e illustrava le proprie storie.

## La critica
Ray è considerato il maggior regista indiano di tutti i tempi e l'unico che è riuscito ad ottenere un ampio consenso anche in occidente. 
Il film neorealista Il lamento sul sentiero (1955) è considerato tra i più grandi capolavori del cinema indiano, così come sono molto apprezzati i due capitoli successivi della trilogia di Apu, Aparajito (1956) e Il mondo di Apu (1959). 
Un altro grande classico è La sala della musica (1958), che rappresenta la casta aristocratica indiana dell'epoca.

## Riconoscimenti
- Premio Oscar
  - 1992 – Oscar alla carriera

- Festival di Cannes
  - 1956 – Prix du document humain per Il lamento sul sentiero

Premio OCIC, menzione speciale per Il lamento sul sentiero
Candidatura alla Palma d'oro per Il lamento sul sentiero
- 1958 – Candidatura alla Palma d'oro per La pietra filosofale
- 1962 – Candidatura alla Palma d'oro per Devi
- 1984 – Candidatura alla Palma d'oro per La casa e il mondo

- Mostra internazionale d'arte cinematografica di Venezia
  - 1957 – Leone d'oro per Aparajito

Premio FIPRESCI per Aparajito
Premio nuovo cinema, miglior film per Aparajito
- 1965 – Candidatura al Leone d'oro per Kapurush
- 1972 –  Premio FIPRESCI per Seemabaddha
- 1982 – Leone d'oro alla carriera

- Festival internazionale del cinema di Berlino
  - 1964 – Orso d'argento per il miglior regista per La grande città

Candidatura all'Orso d'oro per La grande città
- 1965 – Orso d'argento per il miglior regista per La moglie sola

Premio OCIC per La moglie sola
Candidatura all'Orso d'oro per La moglie sola
- 1966 – Orso d'argento, menzione speciale per Nayak

Premio UNICRIT per Nayak
Candidatura all'Orso d'oro per Nayak
- 1969 – Candidatura all'Orso d'oro per Goopy Gyne Bagha Byne
- 1970 – Candidatura all'Orso d'oro per Aranyer Din Ratri
- 1973 – Orso d'oro per Tuoni lontani
- 1978 – Candidatura all'Orso d'oro per I giocatori di scacchi

- Filmfare Awards
  - 1978 – Premio della critica per il miglior film per I giocatori di scacchi
  - 1979 – Miglior regista per I giocatori di scacchi

- Kinema Junpo Awards
  - 1967 – Miglior film in lingua straniera per Il lamento sul sentiero

- National Film Awards
  - 1967 – Silver Lotus per la migliore sceneggiatura per Nayak
  - 1968 – Golden Lotus per la miglior regia per Chiriyakhana
  - 1969 – Golden Lotus per la miglior regia per Goopy Gyne Bagha Byne
  - 1971 – Golden Lotus per la miglior regia per Pratidwandi

Silver Lotus per la migliore sceneggiatura per Pratidwandi
- 1974 – Silver Lotus per la miglior direzione musicale per Tuoni lontani
- 1975 – Golden Lotus per la miglior regia per Sonar Kella

Silver Lotus per la migliore sceneggiatura per Sonar Kella
- 1976 – Golden Lotus per la miglior regia per Jana Aranya
- 1979 – Golden Lotus per il miglior film per bambini per Joi Baba Felunath
- 1981 – Silver Lotus per la miglior direzione musicale per Heerak Rajar Deshe
- 1982 – Menzione speciale per Sadgati
- 1992 – Golden Lotus per la miglior regia per Lo straniero
- 1994 – Silver Lotus per la migliore sceneggiatura per Uttoran

- BFI London Film Festival
  - 1959 – Sutherland Trophy per Il mondo di Apu
  - 1983 – BFI Fellowship

- San Francisco International Film Festival
  - 1957 – Golden Gate Award per il miglior film per Il lamento sul sentiero

Golden Gate Award per il miglior regista per Il lamento sul sentiero
- 1958 – Golden Gate Award per il miglior regista per Aparajito
- 1992 – Premio Akira Kurosawa

- Premio Bodil
  - 1967 – Miglior film non europeo per Aparajito
  - 1969 – Miglior film non europeo per Il lamento sul sentiero

- Festival cinematografico internazionale di Mosca
  - 1959 – Candidatura al Grand Prix per La sala della musica
  - 1979 – Premio Onorario per il contributo nel cinema

- Chicago International Film Festival
  - 1971 – Candidatura al Gold Hugo per il miglior lungometraggio per Pratidwandi
  - 1973 – Candidatura al Gold Hugo per il miglior lungometraggio per Tuoni lontani
  - 1975 – Candidatura al Gold Hugo per il miglior lungometraggio per Sonar Kella

- Tokyo International Film Festival
  - 1991 – Premio speciale, sezione "Young Cinema"

## Filmografia

### Regista

#### Cinema
- Il lamento sul sentiero (Pather Panchali) (1955)
- Aparajito (1956)
- La pietra filosofale (Parash Pathar) (1958)
- La sala della musica (Jalsaghar) (1958)
- Il mondo di Apu (Apur Sansar) (1959)
- Devi (1960)
- Tre sorelle (Teen Kanya) (1961)
- Rabindranath Tagore – documentario (1961)
- Kanchenjungha (1962)
- Abhijaan (1962)
- La grande città (Mahanagar) (1963)
- La moglie sola (Charulata) (1964)
- Il santone[45] (1965)
- Il codardo[45] (1965)
- Nayak (1966)
- Chiriyakhana (1967)
- Goopy Gyne Bagha Byne (1968)
- Aranyer Din Ratri ( Giorni e notti nella foresta 1970)
- Seemabaddha (1971)
- Sikkim – documentario (1971)
- The Inner Eye – documentario cortometraggio (1972)
- Pratidwandi (1972)
- Tuoni lontani (Ashani Sanket, 1973)
- Sonar Kella (1974)
- Jana Aranya (1976)
- Bala – documentario cortometraggio (1976)
- I giocatori di scacchi (Shatranj Ke Khilari) (1977)
- Joi Baba Felunath (1978)
- Heerak Rajar Deshe (1980)
- La casa e il mondo (Ghare-Baire) (1984)
- Sukumar Ray – cortometraggio documentaristico (1987)
- Nemico pubblico (Ganashatru) (1989)
- Shakha Proshakha (1990)
- Lo straniero (Agantuk) (1991)

#### Televisione
- Two – cortometraggio TV (1965)
- Pikoor Diary – cortometraggio TV (1981)
- Sadgati – film TV (1981)

### Libri di Satyajit Ray tradotti in italiano
- Satyajit Ray, Shibu e il mostro e altre storie bizzarre, Milano, Mondadori, 2003, ISBN 978-88-04-51545-6.
- Satyajit Ray, Il ritorno di Feluda, Milano, Mondadori, 1999, ISBN 978-88-04-46202-6.
- Satyajit Ray, Le avventure dell'ispettore Feluda, Milano, Mondadori, 1998, ISBN 978-88-04-44560-9.
- Satyajit Ray, Feluda e l'anello dell'imperatore, Milano, Mondadori, 1997, ISBN 978-88-04-43716-1.
- Satyajit Ray, Il leone, la strega e l'armadio, Milano, Mondadori, 1994, ISBN 978-88-04-39911-7.
- Satyajit Ray, La notte dell'indaco, Torino, Einaudi, 1989, ISBN 978-88-06-11527-2.

### Saggi su Satyajit Ray
- Darius Cooper, William Rothman, Dudley Andrew, The Cinema of Satyajit Ray, Between Tradition and Modernity (PDF), Cambridge University Press, 2000, ISBN 978-0-521-62980-5.
- Chidananda Das Gupta, The cinema of Satyajit Ray, Vikas Publishing House, 1980, ISBN 978-0-7069-1035-3.
- Suranjan Ganguly, Satyajit Ray: In search of the modern, Scarecrow Press, 2007, ISBN 978-0-8108-5900-5.
- Subrata Mitra, The Genius of Satyajit Ray, in India Today, 1983.
- Ashis Nandy, Satyajit Ray's Secret Guide to Exquisite Murders, collana The Savage Freud and Other Essays on Possible and Retrievable Selves, Princeton University Press, 1995, ISBN 978-0-691-04411-8.
- Ben Nyce, Satyajit Ray: A Study of His Films, Praeger Publishers, 1988, ISBN 978-0-275-92666-3.
- Satyajit Ray, Our films, their films, Asia Book Corp of Amer, 1993, ISBN 978-0-86311-317-8.
- Satyajit Ray, My Years with Apu, Faber and Faber, 1997, ISBN 978-0-571-17695-3.
- Satyajit Ray, Speaking of films, Penguin India, 2005, ISBN 978-0-14-400026-5.
- Andrew Robinson, Satyajit Ray: The Inner Eye: The Biography of a Master Film-Maker, I. B. Tauris, 2003, ISBN 978-1-86064-965-3.
- Andrew Robinson, Satyajit Ray: A Vision of Cinema, I. B. Tauris, 2005, ISBN 978-1-84511-074-1.
- Salman Rushdie, Imaginary Homelands, Penguin, 1992, ISBN 978-0-14-014036-1.
- Marie Seton, Satyajit Ray: Portrait of a director, Indiana University Press, 1971, ISBN 978-0-253-16815-3.
- (EN) Robin Wood, The Apu trilogy, November Books Ltd, 1972, ISBN 978-0-85631-003-4.
- Moinak Biswas, Apu and after: Re-visiting Ray's cinema, Seagull Books, 2006, ISBN 978-1-905422-26-5.
- Upendrakishore, Sukumar & Satyajit Ray, Les aventures de Goopy et Bagha & autres histoires du Bengale (Avec le dvd du film Goopy Ghyne Bagha Byne)/Éditions Chandeigne, 2008
- Youssef Ishaghpour, Satyajit Ray, l'Orient et l'Occident, Editions de la Différence, collection : Les essais, 2002 ISBN 2-7291-1401-7
- Alok B. Nandi, Que s'ouvre Le salon de musique ! Lecture d'un film de Satyajit Ray, Mémoire ELICIT, 1992-1993.
- Charles Tesson, Satyajit Ray, Editions de l'Etoile/Cahiers du Cinéma, 1992, ISBN 2-86642-117-5.
- Satyajit Ray, Ecrits sur le cinéma, Ramsay, 1999, ISBN 2-85956-440-3.